# Tes Schouten
Tes Schouten, född 31 december 2000, är en nederländsk simmare.

## Karriär
I december 2022 vid kortbane-VM i Melbourne tog Schouten silver på 100 meter bröstsim och brons på 200 meter bröstsim samt noterade nya nederländska rekord i båda grenarna.
I juli 2023 vid långbane-VM i Fukuoka tog Schouten brons på 200 meter bröstsim. I december 2023 vid kortbane-EM i Otopeni tog hon guld på 200 meter bröstsim och brons på 100 meter bröstsim.
I februari 2024 vid VM i Doha tog Schouten guld och noterade ett nytt nationsrekord på 200 meter bröstsim samt silver på 100 meter bröstsim.